# Libau elleni rajtaütés
A Libau elleni rajtaütésre az első világháború kezdetén, 1914. augusztus 2-án került sor a Német Császári Haditengerészet két könnyűcirkálójának részvételével az ekkor az Orosz Birodalomhoz tartozó balti kikötőváros ellen, melynek során aknazárt létesítettek a kikötő előtt, majd lövették a katonai jelentőségű célpontokat. Ez volt az első harci cselekmény a Balti-tengeri hadszíntéren a háborúban. A rajtaütésszerűen kivitelezett akció legfőbb eredménye a városban tárolt jelentős szén- és lőszerkészlet megsemmisülése volt, amit a támadás kezdetén maguk az oroszok pusztítottak el attól tartva, hogy egy német partraszálló hadművelet áll küszöbön és a készletek ne kerülhessenek ellenséges kézre.
Az utasításaik szerint a német cirkálóknak további célpontokat kellett volna támadniuk északnak haladva és a Rigai-öböl előtt is aknazárt kellett volna létesíteniük, azonban Libau előtt a ködös időben tévesen ellenséges hadihajókat véltek észlelni, ami miatt gyorsan végezni akartak az akcióval és az aknákat elsietve, pontos helyzetmegjelölés nélkül szórták a vízbe. Ezért újabb aknazárt már nem tudtak létesíteni, a hadművelet pedig további célpontok támadása és az orosz erők felderítése nélkül ért véget. Bár a támadás jelentős morális hatással bírt, mint a flotta első támadó akciója a háborúban, a német hadvezetés értékelése szerint összességében nem volt sikeresnek tekinthető.

## Előzmények
Az első világháborút megelőző diplomáciai feszültségek hatására Németországban 1914. augusztus 2-át jelölték meg az első mozgósítási napnak, azonban a Balti-tenger erőinek főparancsnoka azt az utasítást kapta Berlinből, hogy nem kezdeményezhet semmilyen támadó hadműveletet addig, míg az orosz haderők előzőleg támadólag nem lépnek fel, mivel a német kormányzat még esélyt akart adni a békének. A Balti-tengeren állomásozó német flotta parancsnokának kinevezett Henrik herceg így kénytelen volt a Danzighoz tartozó Neufahrwassernél állomásozó, támadó hadműveletekre kijelölt kötelék (Augsburg és Magdeburg könnyűcirkálók) számára az augusztus 1-én megfogalmazott utasítást – miszerint „a hadüzenet hivatalos megerősítésének vételezése után az előzetesen parancsba adott feladatait külön végrehajtási parancsok bevárása nélkül” meg kell kezdeni – úgy kellett módosítani, hogy „ebben az esetben is előbb meg kell várni a külön erre utasító parancsot.” A haditengerészeti minisztérium (Reichsmarineamt) élén álló Alfred von Tirpitz tengernagy igyekezett véget vetni ennek a bizonytalan állapotnak azzal, hogy augusztus 1-2. éjszakáján a külügyminisztériumtól azonnali írásbeli választ kért arra a kérdésre, hogy az Oroszország elleni hadműveleteket meg lehet-e már kezdeni és hogy ennek megfelelően az Oroszország elleni hadüzenetet tudatni lehet-e a haditengerészettel. A válaszban tudatták Tirpitz-cel, hogy az orosz csapatok átlépték a német-orosz határt, így a haditengerészeti erők akcióba lendülhetnek. Tirpitz erről augusztus 2-án 07:57-kor értesítette a balti-tengeri flotta főparancsnokát, ezzel egyidőben a haditengerészet vezérkarának (az Admiralstabnak) vezetője a danzigi szikratávíró-állomáson keresztül a következő parancsot küldte a két cirkálónak:
„Hadiállapot Oroszországgal. Az harci cselekmények megkezdődtek. Eljárás a tervek szerint. Tengernagy.”

### Előzetes tervek
Az Admiralstab tervei között a Balti-tengeren egy Oroszországgal vívandó háború esetére a hadüzenet életbe lépése után azonnal végrehajtott Libau elleni vállalkozás szerepelt, mivel valószínűsítették, hogy az oroszok az itteni kisebb támaszpontjukról kiindulva torpedónaszádjaikkal a közeli német vizek elaknásításába kezdenek. Ezt lehetőség szerint meg kellett akadályozni vagy meg kellett zavarni.
A feladatra legalkalmasabb hajó az Augsburg volt, mivel ez volt a legújabb és leggyorsabb könnyűcirkáló a Balti-tengeren. Augusztus 1-én született az a döntés, hogy a Magdeburg is vele tartson, miután a „fenyegető háborús veszély” (drohende Kriegsgefahr) hatására az Admiralstab ezt a hajót is a Balti-tengeri Partvédelmi Divízióhoz (Küstenschutzdivision der Ostsee) osztotta be. A vállalkozást az Augsburg parancsnoka, Andreas Fischer sorhajókapitány vezette.

### A hadműveleti parancs
A két cirkáló augusztus 1-én 17:00-kor érkezett Neufahrwasser révjéhez. Kifutás előtt kapta meg az Augsburg parancsnoka Bachmann altengernagytól, a Balti-tengeri állomáshely parancsnokától az írásbeli parancsokat. Ezek értelmében Libau előtt aknákat kellett telepíteni, a kikötőváros katonai jelentőségű objektumait lövetni kellett, felderítést kellett végezni. Fő pontjaiban a parancs szó szerint így hangzott:
1. A támadás célpontja Libau.
2. Miután az aknák telepítésre kerültek, Libau tűz alá veendő.
3. Amennyiben a hadüzenet életbe lépése után útban Libau felé vagy onnan visszatérőben találkozna orosz torpedónaszádokkal vagy aknarakókkal, úgy ezek ellen azonnal támadást kell indítania. Fölényben lévő orosz haderő elől ki kell térni.
4. Libau lövetése után meg kell próbálkozni az orosz tengeri haderő tartózkodási helyének felderítésével. A hadvezetés számára fontos megtudni, hogy kell-e számolni Oroszország agresszív fellépésével és a német partok mely része ellen irányulna egy esetleges offenzíva. Ennek a feladatnak a végrehajtását mindaddig ki kell tolni időben, ameddig a szénkészletek lehetővé teszik. Tartósan jó szikratávírókapcsolat egy német parti állomással rendkívül fontos.
5. Amennyiben az Ön számára kijelölt feladatok közül a viszonyok orosz partok előtti alakulása miatt egyik sem lenne megoldható, akkor térjen vissza a Balti-tenger nyugati részébe. Visszaút közben az ellenséges kereskedelem támadandó.[3]

Ezt a parancsot aznap még annyival egészítette ki a Balti-tengeri Főparancsnok, akinek a parancsnoksága alá időközben a két cirkáló került, „hogy az Augsburg 100 aknájának egy részét Libau helyett a Rigai-öböl nyugati kijárata előtt kell telepíteni”. Ez a változtatás abból a megfontolásból történt, hogy a legújabb információk szerint Libaut az orosz fegyveres erők elhagyták és teljesen kiürítették, ezért a kikötő elé telepített aknák nem okoznának jelentős fennakadást az orosz hajóforgalomban. Egy augusztus 1-én egy Libauból Swinemündébe érkezett gőzhajó számolt be arról, hogy a pár nappal korábban az orosz hajók elhagyták Libaut Reval irányába. Utolsóként a tengeralattjárók futottak ki szállítóhajók társaságában. Az arzenált és a műhelyeket elhagyták, a hajógyár szénkészleteit felgyújtották, a repülőgépek július 30-án északi irányba repültek el. A hangárokat lerombolták, a kikötőt teljesen kiürítették és csak pár kotróhajó maradt csak hátra. A németeknek erről beszámoló gőzös július 31-én 10:00 körül hagyta el a kikötőt a déli bejáraton keresztül, közben semmiféle aknatelepítést nem észlelt. Ezek az információk, amiket tudattak az Augsburg parancsnokával is, okozták az eredeti parancsok kiegészítését.

## A német hadművelet

### A rajtaütés végrehajtása

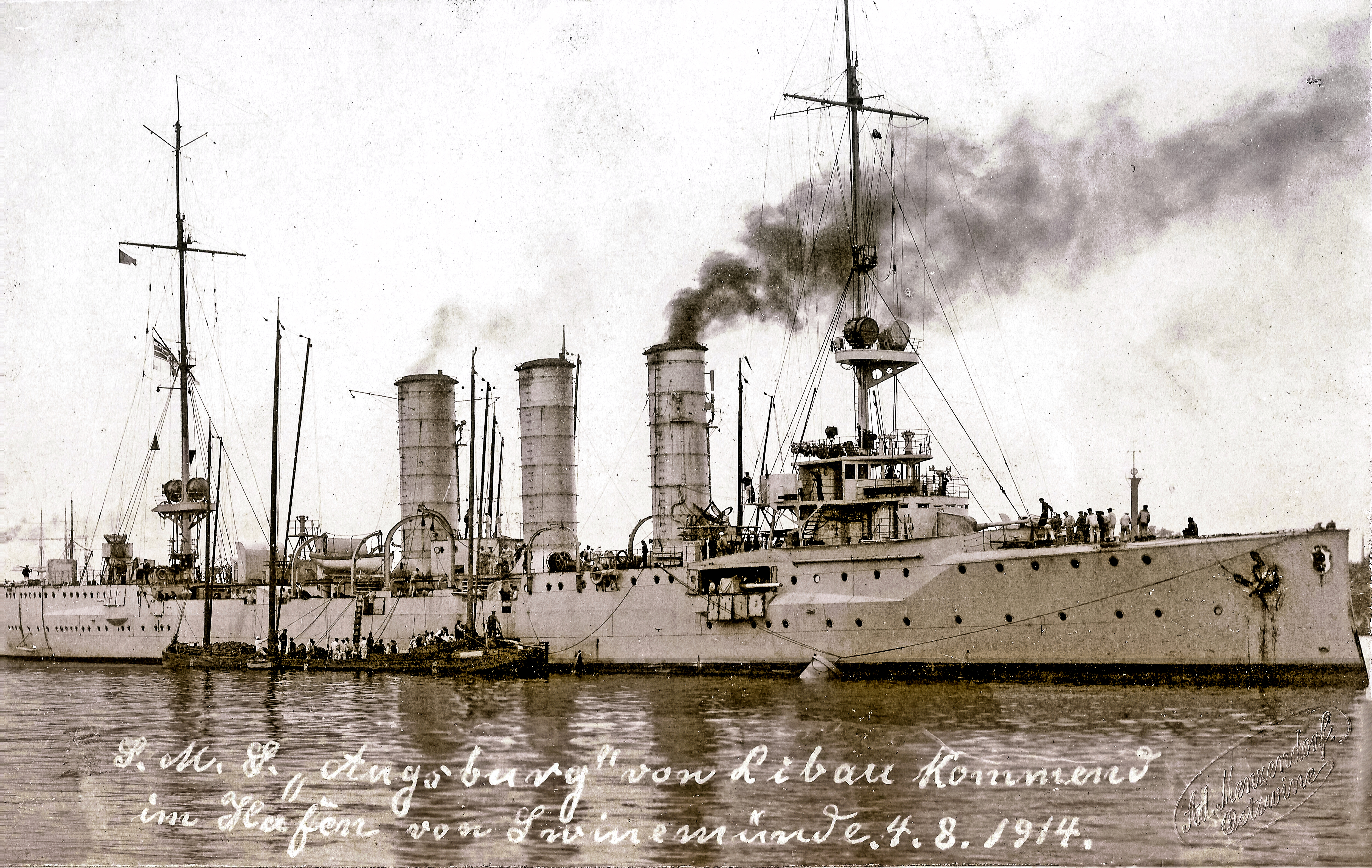
A vállalkozást vezető Augsburg a Libau elleni küldetésről való visszatérésekor Swinemünde kikötőjében (1914. augusztus 4.)

A két cirkáló augusztus 2-án 08:15-kor kapta meg a bevetési parancsot és 09:30-kor futottak ki ennek végrehajtásához. A Magdeburg azt az utasítást kapta az Augsburgtól, hogy az aknatelepítését tüzérségi tűzzel támogassa és adott esetben maga lépjen fel egy felbukkanó ellenséges egységgel szemben. A két cirkáló kifutva egy Libautól 17 tengeri mérföldre (32,5 km) nyugatra lévő pont felé vette az irányt, ahova 18:00-ra igyekeztek megérkezni. Mérsékelt északnyugati szél fújt, a hullámzás csekély volt, az ég erősen felhős. A látási viszonyok a pára miatt időnként erősen korlátozottak voltak.
A hadműveletet vezető Fischer sorhajókapitánynak az volt a szándéka, hogy a cirkálóival túlhalad Libaun, míg a város tőlük kelet-délkeleti irányba nem kerül, ezután felé fordulnak és rövid idő elteltével hozzálátnak az aknatelepítéshez és tűz alá veszik a célpontokat. Fischer az aknákat 20 csomós sebességgel haladva akarta kiszórni, ellenben a kikötő lövetését alacsony sebesség mellett szándékozott végrehajtani, aminek során 6 tmf-nél (11 km) nem akart közelebb kerülni a partokhoz. Ezt a tervét még a vállalkozás megkezdése előtt tudatta a Magdeburggal.
Az aknazár szokatlanul nagy sebesség mellett való telepítése és a lövegeknek (10,5 cm L/45) a hatótávolságuk határáról való bevetése mellett amiatt dönthetett Fischer, mert erős orosz elhárítótűzzel, a kikötő elé telepített aknazárakkal és tengeralattjárók jelenlétével számolhatott. Ez a feltevése tévesnek bizonyult. Bizonyos mértékű partvédelmi tűzzel és aknazárakkal lehetett számolni, főleg azután, hogy 17:40-kor az Augsburg a főparancsnoktól (Henrik hercegtől) azt az információt kapta, miszerint a „Libau világítótornya előtti horgonyzóhely 5 tmf-es körzetben aknagyanús”. Egy Libauból érkező német hajóskapitány közlése volt ennek a rádióüzenetnek a kiváltója. 19:00-kor adta ki Fischer az Augsburgnak a parancsot az aknák kiszórására, ami 19:05 és 19:30 között zajlott le. Az ezutániakról így számolt be a hadinaplójában:
„Eközben Libauban, ami a pára miatt nem volt látható, nagy füstfelhő volt kivehető villámlásokkal és világos kis felhőkkel. A Magdeburg jelzést küldött: „Lőnek minket”, válasz: „Becsapódásokat kivárni”. A füstfelhő észlelésekor parancs lett kiadva az összes akna gyorsított kiszórására. Az utolsó akna kidobása után az Augsburg állt az élre. Jelzőkaros üzenet a Magdeburgnak: „Rajta!” („Drauf los!”) Feltételezem, hogy orosz hajók futnak ki a kikötőből, ezért a közvetlenül odavezető úton nem várhatók aknák. Tévedésnek bizonyul, hogy nagycirkálók futnának ki. Az ellenséges lövedékek becsapódásai elmaradnak. A hajó a lövetés megkezdéséhez foglal pozíciót. A parton kivehető világos tűz kerül kijelölésre célpontként mindaddig, míg a város és a kikötő nem vehető ki tisztán. Egy a kikötő előtt álló nagy gőzhajó lángokban áll, vagy a lövedékek lobbantották lángra. Hamarosan az Alexanderstadt más részein is lángok csapnak fel. Du. 7.55-től du. 7.57-ig szünet áll be a lövetésben. A lövések a megfigyelések alapján főként rövidek voltak. Felvonatom a „vezetőt követni” jelzést és közelebb kanyarodom a kikötőhöz, hogy a jobb oldali tüzérséggel nyissak tüzet. A távolság 11 200 m és 12 600 m közötti. Nagy robbanás a szárazföldön. Biztos találatok voltak megfigyelhetőek a kikötőben és a szárazföldön.”
A tűzcsapás során az Augsburg 280, a Magdeburg 140 lövést adott le, melyeknek mintegy 20%-a röviden érkezett le a saját megfigyelés szerint.  Ezek voltak az első lövések, melyeket német hadihajók adtak le a háborúban. A tüzet 08:08-kor szüntették be.

### Téves észlelések
A német cirkálók abban a tudatban érkeztek Libau elé, hogy erős orosz ellenállással kell számolniuk. A szárazföldön hirtelen feltörő füstfelhőkről azt hitték, hogy lőporfüstöt jelentenek, az Augsburg parancsnoka emiatt felgyorsította az aknatelepítést és az összes kiszórására adott utasítást. Azért gondolták, hogy ellenséges hadihajók futnak ki a kikötőből, mert az oroszok mind a három kikötői bejáratnál hajókat süllyesztettek el, ezeknek az árbócai, kéményei, némelyiknek még a felépítményének egy része is kilátszott a vízből. A bejáratok ilyen formán való lezárásáról a németeknek nem volt tudomásuk. A kedvezőtlen látási körülmények, a háttérben égő tüzek és a füst miatt ezeket könnyen kifutó hajóknak, ennél fogva pedig hadihajókként lehetett értelmezni. A Magdeburg hadinaplója szerint az árbóckosár megfigyelője által jelentett torpedónaszádok a fantázia szüleményei voltak csupán, mivel egyáltalán nem voltak orosz hadihajók Libauban. Ellenséges repülőgépeket nem figyeltek meg, így a város kiürítéséről szóló hírek valósnak bizonyultak. A szárazföldön észlelt nagy robbanások a hadikikötő jelentős készletekkel bíró lőszerraktárának oroszok általi megsemmisítésétől származtak. A feltételezett aknazárak miatt a cirkálók nem közelítették meg jobban a partokat, mivel az ebből származó előny nem állt volna arányban a felvállalt kockázattal. A kikötő területének lövetése ezért csak morális jelentőséggel bírt. A két cirkáló aknákkal szembeni biztosítás nélküli kiküldését azonban fel kellett vállalni, mivel régebbi torpedónaszádok csak korlátozták volna a gyors cirkálókat a mozgási szabadságukban és modernebbek ekkor nem álltak rendelkezésre a Balti-tengeren.

### A német hadművelet további lefolyása

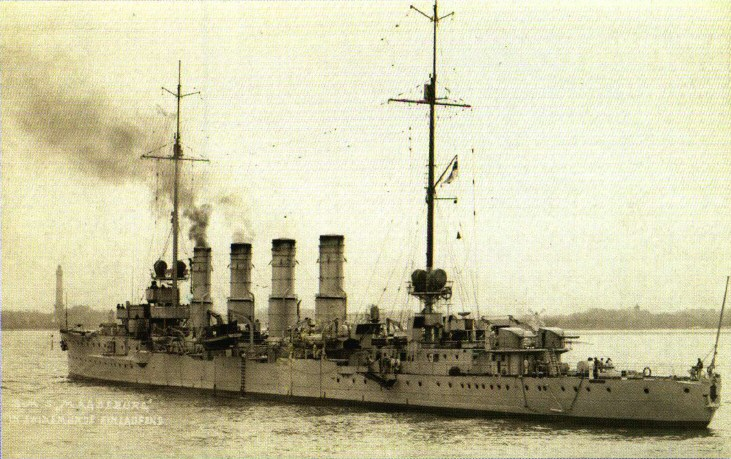
A Magdeburg a háború előtt (1912)

Az Augsburg teljes aknakészletét felhasználta Libau előtt, ezért a küldetésének másik felét, a Rigai-öböl nyugati kijáratának elaknásítását már nem tudta teljesíteni. A rajtaütés végeztével a két cirkáló északi irányban hagyta el a területet és az éjszaka nyugati irányra állva Bornholm szigete felé vették az irányt. A parancsnok a szénkészletek erejéig augusztus 3-tól a Balti-tenger ezen részén szándékozott kereskedelmi háborút folytatni (portyázni) és 3-4-ike éjszakáján a két cirkálóját Bornholmtól északra illetve délre elhelyezve szándékozott biztosító állást felvenni.
Augusztus 2-án 20:00 körül érkezett meg a kieli kastélyba (a balti-tengeri főparancsnokságra) az Augsburg első rádión leadott jelentése, ami a következőket tartalmazta:
1. Telepítettem az aknákat (helyzetmegadással).
2. Bombázom Libaut,
3. Libau lángokban áll,
4. Harcban állok ellenséges cirkálókkal.

A főparancsnokságon ez alapján úgy vélték, hogy a feladat Libau előtti része teljesítve lett, de a további feladatok teljesítése az ellenséges cirkálókkal vívott ütközet kimenetelétől függ. Csak a napokkal későbbi jelentések révén derült fény arra, hogy a Libauhoz kapcsolódó feladatok taktikai értelemben nem éppen szerencsés módon lettek teljesítve. Ezenkívül kiderült az is, hogy nagyon pontatlanul határozták meg a telepített aknazár helyzetét és ez sokáig nagy mértékben megnehezítette az itteni hadműveletek végrehajtását.

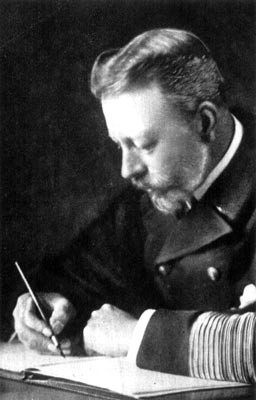
Henrik herceg,
a balti-tengeri német flotta főparancsnoka

A főparancsnokságon feszülten várták az újabb jelentéseket a harc kimeneteléről, de miután ezek elmaradtak, éjfél körül azonnali információkat kértek a cirkálóktól. 01:40-kor a danzigi rádióadó azt jelentette, hogy egyik cirkáló sem válaszol a felszólításra. Később kiderült, hogy az Augsburgon fogták a jeleket, de ennek ellenére sem adtak választ. Augusztus 3-án 09:40-kor jelentette az Augsburg a (06:00-kori) helyzetét, ami Kolberg magasságában volt ekkor, valamint hogy az éjszakát a Bornholm körüli vizeken szándékozik eltölteni. Kielben ebből azt vonták le, hogy a cirkálóknak sikerült nyugati irányba elszakadniuk az ellenségtől. Henrik herceg ezután azt vette fontolóra, hogy a hajókat vonja-e vissza nyugati irányba, hogy az ottani biztosító haderőhöz csatlakozzanak, vagy újabb orosz partok elleni vállalkozásokra és a Danzigi-öböl védelmére küldje-e őket. Közben délután érkezett a hír az Admiralstabtól arról, hogy küszöbön áll a háború kirobbanása Nagy-Britanniával, emiatt pedig nagyobb hangsúlyt kapott Kiel védelme. Henrik herceg mégis előbb az orosz partokhoz küldte őket és a hadinaplójában ezt azzal indokolta, hogy a várható orosz offenzíva megzavarása nagyobb jelentőséggel bír, mint Kiel védelmének megerősítése két cirkálóval.

### Újabb utasítások
Augusztus 3-án 23:30-kor küldött üzenetében a főparancsnok a két cirkálót azzal bízta meg, hogy egyszerre több helyen is zavarják az orosz partokat világítótornyok és jelzőállomások támadásával, kerülve ellenséges hadihajókkal a harcot. Henrik herceg az üzenetben méltatta a cirkálók eddigi teljesítményét – amit a német történetírás szerint nem tett volna meg, ha tudatában lett volna annak, hogy a Libau előtti ütközetre tett utalásuk nem felelt meg a valóságnak.
Az Augsburgon ezt az augusztus 4-én 02:20-kor beérkezett üzenetet rosszul dekódolták, a két cirkáló már Bornholm mellett foglalt pozíciót. A Magdeburg parancsnoka azonnal végre akarta hajtani az új feladatot és a legközelebbi, Pappensee-nél lévő orosz világítótorony felé vette volna az irányt, mivel a szénkészlete ennek az egyetlen célpontnak a támadását tette volna lehetővé. Ezt jelentette rádión az Augsburgnak, amin azonban rosszul dekódolták az üzenetet és úgy értelmezték, hogy azonnal Swinemündébe kell mennie a szénhiány miatt. Fischer sorhajókapitány úgy ítélte meg, hogy a szénhiány miatt a saját hajójával sem tudja teljesíteni az amúgy nem sok eredménnyel kecsegtető feladatot, ezért az Augsburggal ő is Swinemünde felé vette az irányt.
A parancsban megjelölt Danziggal szemben Swinemündébe való szénvételezés szintén nem volt szerencsés döntés, mivel így jóval távolabb kerültek az orosz partoktól, ami egy újabb bevetés lehetőségeit jelentősen korlátozta. Danzigban ezen kívül már felszerelés alatt volt négy könnyűcirkáló (a Küstenschutzdivision der Ostsee állományában), melyek Kielbe való áthelyezésük augusztus első napjaiban volt esedékes. Augusztus 4-én 13:00-kor érkeztek meg Fischer cirkálói Swinemündébe, alig több mint 48 órát töltve a tengeren. Fischer innen jelentette, hogy szénvételezés után állnak készen hajói az éjszaka kapott parancs végrehajtására. A délután folyamán érkezett azonban Kielbe az a sürgős üzenet, melyben a Nagy-Britannia közelgő hadüzenetéről adtak hírt. Henrik herceg ennek hatására a két cirkálót azonnal Kielbe rendelte, ahol Fischer sorhajókapitány szóbeli beszámolóját is meg kívánta hallgatni a bevetésről. Az Augsburg és a Magdeburg augusztus 4-én 22:00-kor hagyta el Swinemündét.

## Értékelés
A német történetírás meglátása szerint hiba volt kivárni az orosz haderő hadüzenet utáni elsőként való agresszív lépését és a tengeri hadműveleteket addig is mellőzni, mivel a Balti-tengeren meglévő jelentős orosz túlerőt a japánok által tíz évvel korábban alkalmazott rajtaütésekkel kellett volna csökkenteni. Az orosz flotta ellen folytatott konfliktust előzőleg is így tervezték a német haditengerészetnél.
A Libau elleni hadművelet a német értékelés szerint nem volt katonai értelemben sikeres, viszont a német nyilvánosság előtt a haditengerészet támadó szellemét mutatta meg és ez lelkesítőleg hatott. Közvetve lettek eredményei annak következtében, hogy a megriadt oroszok a cirkálók támadásakor az itt tárolt jelentős mennyiségű szén- és lőszerkészleteiket megsemmisítették. A Libau előtti aknatelepítéssel az ellenségnek nem sikerült károkat okozni és ez nem is volt várható, mivel a német cirkálóknak a kikötő előtti felbukkanása után az oroszok számolhattak itt német aknákkal. A német hajókat az ellenség csak Libau előtt észlelte, az orosz partokat máshol nem nyugtalanították, holott ez épp célja lett volna a küldetésnek. Információkat nem sikerült beszerezni az ellenséges erőkről, ami a német megítélés szerint azért történhetett meg, mert a vállalkozás vezetője „nem ismerte fel teljesen” annak célját. A cirkálók legénységénél egyértelműen nyilvánvalóvá váltak a jeltovábbítás terén való hiányosságok, ami olyan hajók esetében, melyeket előzőleg iskolahajóként és kísérleti feladatokra alkalmaztak (mint az Augsburg és a Magdeburg), nem volt teljesen meglepő. Az Augsburg parancsnokának a parancsainak értelmében a Rigai-öböl vagy a Finn-öböl felé kellett volna előretörnie és az ellenségnek való károkozással próbálkoznia, információkat gyűjteni az orosz erők helyzetéről, de legalábbis az orosz partok előtt minél több helyen felhívni magára a figyelmet. A nyugati irányba való visszavonulással és a Bornholm melletti pozíciók felvételével azonban még Danzig is védtelen maradt az esetleges orosz támadásokkal szemben. Mindezeket figyelembe véve a kötelék nem végezte el a feladatának fő részét.
Német részről ezt követően nem tudták megállapítani, hogy az akciónak volt-e morális hatása az ellenségre, annak nem volt jele, hogy az oroszok tervezett hadműveleteit ez az előretörés megzavarta volna. Sokkal valószínűbbnek tűnt a kereskedelmi hajók azon beszámolója, miszerint Libaut az orosz hadihajók már a háború kezdetekor elhagyták és a Finn-öbölbe vonultak vissza, a Reval és Helsingfors kikötőiben lévő támaszpontokra, ahonnan Hangö magasságában állították fel az első védelmi vonalukat. Az oroszokat vélhetőleg az téveszthette meg, hogy Danzigban, Kielben, és a Kieli-öbölben nagyszámú felszerelés és gyakorlat alá vont német hadihajóról érkeztek hozzájuk jelentések, ezekkel a németek azonban nem az oroszok ellen akartak valójában felvonulni, hanem az Északi-tengerre szándékoztak nagy részüket átirányítani a felkészülés befejeztével. A két cirkáló Libau előtti felbukkanásakor az oroszok úgy gondolhatták, hogy ezeket nagyobb erők biztosítják, ami miatt az itteni készleteiket idő előtt megsemmisítették.

## Kapcsolódó olvasmányok
- Lutz Bengelsdorf: Der Seekrieg in der Ostsee. 1914–1918. Hauschild, Bremen 2008, ISBN 978-3-89757-404-5
- Paul G. Halpern: A Naval History of World War I. UCL Press, London 1994, ISBN 1-85728-295-7